# Avoluoto (ö i Mellersta Finland)
Avoluoto är en liten ö i Finland. Den ligger i mellersta delen av sjön Päijänne och i kommunerna Luhango och Sysmä och landskapen  Mellersta Finland och Päijänne-Tavastland, i den södra delen av landet, 180 km norr om huvudstaden Helsingfors. Öns area är omkring 290 kvadratmeter och dess största längd är 30 meter i öst-västlig riktning.